# Obwód armeński
Obwód armeński (ros. Армянская область, orm. Հայկական մարզ) – jednostka administracyjna Cesarstwa Rosyjskiego na środkowym Zakaukaziu, istniejąca w latach 1828–1840. Zajmowała centralną część dzisiejszej Republiki Armenii, dzisiejszą turecką prowincję Iğdır i azerbejdżański dziś Nachiczewan. 
Obwód armeński został utworzony mocą ukazu carskiego z 21 marca 1828 roku z ziem chanatu erywańskiego i chanatu nachiczewańskiego, zdobytych przez Rosję na Persji w latach 1826–1828 i scedowanych na jej rzecz w traktacie turkmanczajskim z 1828. Powierzchnia obwodu wyniosła około 24 tys. wiorst kwadratowych (około 27,3 tys. km²), siedzibą władz był Erywań. W ramach reformy administracyjnej Zakaukazia w 1840 obwód armeński został włączony do nowo utworzonej guberni gruzińsko-imeretyńskiej. Po kolejnej zmianie podziału administracyjnego w 1850 niemal to samo terytorium objęła gubernia erywańska. 
Obwód armeński był pierwszą jednostką administracyjną Rosji, w której Ormianie tworzyli znaczący odsetek ludności. Władze carskie zachęcały Ormian mieszkających w Persji i Turcji do migracji na tereny obwodu armeńskiego, z czego skorzystało około 49 tysięcy Ormian, którzy już wkrótce stanowili większość ludności obwodu. Według danych spisu prowincjonalnego z 1829–1832 ludność obwodu armeńskiego wynosiła 156 637 mieszkańców, z czego 82 377 Ormian i 74 260 muzułmanów (jako muzułmanów potraktowano całą ludność nie-ormiańską, zarówno osiadłą, jak i koczowniczą: Azerów, Persów, Kurdów i inne narodowości), a w rozbiciu na jednostki terytorialne: 
- w prowincji erywańskiej 65 280 Ormian i 49 875 muzułmanów,
- w prowincji nachiczewańskiej 13 369 Ormian i 17 138 muzułmanów,
- w obwodzie ordubadzkim 3728 Ormian i 7247 muzułmanów.